# Selenocosmia effera
Selenocosmia effera é uma espécie de aranha pertencente à família Theraphosidae (tarântulas).